# عبد الوهاب علي
عبد الوهاب علي (مواليد 7 يوليو 1958) لاعب تنس طاولة عراقي. له مشاركة في حدث فردي الرجال في دورة الألعاب الأولمبية الصيفية لعام 1988.